# Tomobrachyta nigroplagiata
Tomobrachyta nigroplagiata is een keversoort uit de familie boktorren (Cerambycidae). De wetenschappelijke naam van de soort is voor het eerst geldig gepubliceerd in 1887 door Fairmaire.